# '78怪奇と驚異大特集
『'78怪奇と驚異大特集』（ななじゅうはちかいきときょういだいとくしゅう）は、1978年1月31日から3月7日までテレビ朝日系列で放送されたドキュメンタリー番組の名称である。テレビ朝日および東映の共同制作、全6回。

## 番組概要
神秘と驚異にみちた現象に科学的解説を絡み、ゲストの専門家がわかりやすく解説する。特撮『冒険ファミリー ここは惑星0番地』の放送終了後、アニメ『宇宙海賊キャプテンハーロック』開始までのつなぎ番組として制作された。

## 司会
- 下条アトム

## 放送時間
- 火曜19:00 - 19:30（JST）

## 補足
- テレビ朝日の火曜19時枠でドキュメンタリー番組が放送されたのは、2022年現在当番組が最初で最後である。